# Tintagel
Tintagel (korn. Dintagell) – wieś oraz civil parish w południowo-zachodniej Anglii (Wielka Brytania), na północno-zachodnim wybrzeżu Kornwalii. W 2011 roku wraz z przylegającą wsią Bossiney liczyła 1028 mieszkańców. Civil parish zajmuje większy obszar (19,7 km²), zamieszkana była przez 1782 osoby.
Znajduje się tu zamek Tintagel Castle, a także luksusowy hotel Camelot Castle, który gościł m.in. Winstona Churchilla. Oprócz tego funkcjonuje niewielkie muzeum - King Arthur's Halls, zawierające świetlną instalację historyczną. 

## Legendy
Miejscowość i pobliski zamek związane są z legendami o królu Arturze. Według legend zamek należał do króla Gorloisa i urodził się w nim król Artur. Młody Artur wychowywał się wraz z Sir Kay w Tintagel pod okiem czarnoksiężnika Merlina. W zamku tym Artur nauczył się podstawowych zasad rycerstwa. Merlin nauczył młodego Artura jak korzystać z posiadanej wiedzy, jak rządzić mądrze i sprawiedliwie. Artur wraz z Kejem nauczyli się władać bronią i jeździć konno w okolicach Tintagel. Artur w okresie dzieciństwa doznał wizji zamku pięknego i potężnego. Zamkiem tym był Camelot – miał on powstać na wzór okolic Tintagel.